# Of Thee I Sing (comédie musicale)
Pour les articles homonymes, voir Of Thee I Sing.
Of Thee I Sing est une comédie musicale satirique américaine créée à Broadway en 1931.

## Argument
- Acte I : L'action débute lors d'une campagne électorale à la présidence des États-Unis, durant laquelle s'affairent les membres du comité de soutien à John P. Wintergreen, qui a pour seul mérite d'avoir un "nom présidentiable". Afin d'intéresser l'électorat, un concours de beauté est organisé à Atlantic City, dont la gagnante épousera le candidat Wintergreen. Celui-ci tombe amoureux de Mary Turner, alors que le concours est remporté par Diana Devereaux ; mais le jury, conquis par les talents de pâtissière de Mary, la proclament finalement vainqueur. Puis, la campagne du comité bat son plein, sur le thème de l'amour qui remporte tous les suffrages. Wintergreen, élu président, décide d'épouser Mary le jour de son investiture...
- Acte II : Alors que l'équipe présidentielle est installée depuis quelque temps à la Maison-Blanche, Diana rallie à elle l'opinion publique en faisant valoir une rupture de promesse de mariage. Sur intervention de l'ambassadeur de France (Diana ayant des origines françaises) et de son propre parti, le président Wintergreen est sommé de faire annuler son mariage, ce à quoi il se refuse. Il est alors mis en accusation devant le Sénat, le vice-président Alexander Throttlebottom étant chargé du suivi de la procédure. Mary déclare être enceinte de jumeaux au moment même où les sénateurs vont rendre leur décision, qui sera en définitive l'abandon des poursuites, au motif qu'un futur père ne saurait être destitué...

## Fiche technique
- Titre français : Of Thee I Sing
- Titre original : Of Thee I Sing
- Livret : George S. Kaufman et Morrie Ryskind
- Lyrics : Ira Gershwin
- Musique : George Gershwin
- Mise en scène : George S. Kaufman
- Chorégraphie : Chester Hale
- Direction musicale : Charles Previn
- Orchestrations : Robert Russell Bennett, William Daly (et George Gershwin pour le numéro Hello, Good Morning)
- Décors : Jo Mielziner
- Costumes : Charles Le Maire
- Producteur : Sam H. Harris
- Nombre de représentations : 441
- Date de la première : 26 décembre 1931
- Date de la dernière : 14 janvier 1933
- Lieux : Music Box Theatre (de la première au 9 octobre 1932) puis 46th Street Theatre (du 10 octobre 1932 à la dernière), Broadway

## Distribution originale
- William Gaxton :  John P. Wintergreen
- Lois Moran :  Mary Turner
- Victor Moore :  Alexander Throttlebottom
- Grace Brinkley :  Diana Devereaux
- George E. Mack :  Le sénateur Robert E. Lyons
- Florenz Ames :  L'ambassadeur français
- George Murphy :  Sam Jenkins
- June O'Dea :  Emily Benson
- Harold Moffat :  Francis X. Gilhooley
- Ralph Riggs :  Le Chief Justice / Le guide
- Edward H. Robins :  Le sénateur Carver Jones
- Dudley Clements :  Matthew Arnold Fulton
- Sam Mann :  Louis Lippman
- Leslie Bingham :  Nora
- Tom Draak :  Vladimir Vidovitch
- Sulo Hevonpaa :  Yusef Yussevitch
- Martin Le Roy :  L'employé d'un leader du Sénat
- Vivian Barry :  La femme de chambre

## Numéros musicaux
("Songs", excepté un numéro)
| Acte I - Overture (orchestre) - Wintergreen for President (ensemble) - Who is the Lucky Girl to Be ? (Diana, ensemble) - The Dimple on My Knee (Diana, Jenkins, ensemble) - Because, Because (Diana, Jenkins, ensemble) - As the Chairman of the Committee (Fulton, ensemble) - How Beautiful (ensemble) - Never Was There a Girl So Fair (ensemble) - Some Girls Can Bake a Pie (Wintergreen, Mary, ensemble) - Love is Sweeping the Country (Jenkins, Emily, ensemble) - Of Thee I Sing (Wintergreen, Mary, ensemble) - (Here's) a Kiss for Cinderella (Wintergreen, ensemble) - I Was the Most Beautiful Blossom (Diana) - Some Girls Can Bake a Pie (reprise : Wintergreen, Diana, ensemble) | Acte II - Hello, Good Morning (Jenkins, Emily, ensemble) - Who Cares ? (Wintergreen, Mary, ensemble) - Garçon, s'il vous plaît (ensemble) - The Illegitimate Daughter (l'ambassadeur, ensemble) - Because, Because (reprise : Diana, ensemble) - We'll Impeach Him (Lyons, Gilhooley, ensemble) - Who Cares ? (reprise : Wintergreen, Mary) - The (Senatorial) Roll Call (Throttlebottom, ensemble) - Garçon, s'il vous plaît (reprise : l'ambassadeur, ensemble) - The Illegitimate Daughter (reprise : l'ambassadeur, ensemble) - Jilted (Diana, ensemble) - Who Could Ask for Anything More ? (I'm About to Be a Mother) (Mary, ensemble) - Posterity (Is Just Around the Corner) (Wintergreen, ensemble) - Trumpeter, Blow Your (Golden) Horn (ensemble) - Finale ultimo (On That Matter No One Budges) (ensemble) |

## Adaptation à l'écran
- 1972 : Of Thee I Sing, téléfilm musical américain de Roger Beatty, Dick Hall et Dave Powers, avec Carroll O'Connor (Wintergreen), Cloris Leachman (Mary), Jack Gilford (Throttlebottom), Michele Lee (Diana), Jim Backus (Lyons).

## Récompense
- 1932 : Prix Pulitzer, catégorie drame ("Pulitzer Prize for Drama").

## Note
1. ↑  Of Thee I Sing a fait l'objet d'une suite, intitulée Let 'Em Eat Cake, créée par la même équipe à Broadway en 1933.